# Triton palmé
Lissotriton helveticus
Espèce
Synonymes
- Lacerta helvetica Razoumovsky, 1789
- Lacerta paradoxa Razoumovsky, 1789
- Salamandra palmata Schneider, 1799
- Salamandra palmipes Latreille, 1800
- Triton laevis Higginbottom, 1853
- Triton minor Higginbottom, 1853
- Triton alonsoi López-Seoane, 1885 "1884"
- Triturus helveticus punctillatus Schmidtler, 1970 "1969"

Statut de conservation UICN

 LC  : Préoccupation mineure
Le Triton palmé, Lissotriton helveticus, est une espèce d'urodèles de la famille des Salamandridae.

## Distribution et sous-espèces

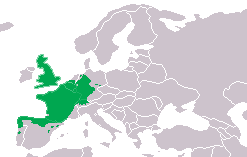
Distribution

Le Triton palmé est répandu dans la partie occidentale de l'Europe : dans le nord de la péninsule Ibérique (jusqu'au nord du Portugal), dans presque toute la France (il n'est absent que dans une petite partie du sud-est), dans l'ensemble de la Grande-Bretagne (jusqu'au nord de l'Écosse), en Belgique, au Luxembourg, dans la moitié sud des Pays-Bas, en Suisse (au nord des Alpes uniquement), dans une grande partie de l'ouest de l'Allemagne, jusqu'à l’extrême ouest de la Tchéquie. Il est totalement absent d'Italie, d'Irlande et de Scandinavie.
Sous-espèces selon Dubois & Raffaëlli, 2009 :
- Lissotriton helveticus helveticus Razoumovsky, 1789 de l'Allemagne du Nord à l'Espagne du Nord-Est
- Lissotriton helveticus punctillatus Schmidtler, 1970 de la région de la sierra de la Demanda, en Espagne
- Lissotriton helveticus alonsoi López-Seoane, 1885 (également connu sous le nom de sequeirai) du Nord-Ouest de la péninsule ibérique.

## Description
C'est l'un des plus petits tritons européens. La femelle est un peu plus grande que le mâle : près de 9 cm pour la femelle, contre 7 ou 8 cm maximum pour le mâle.

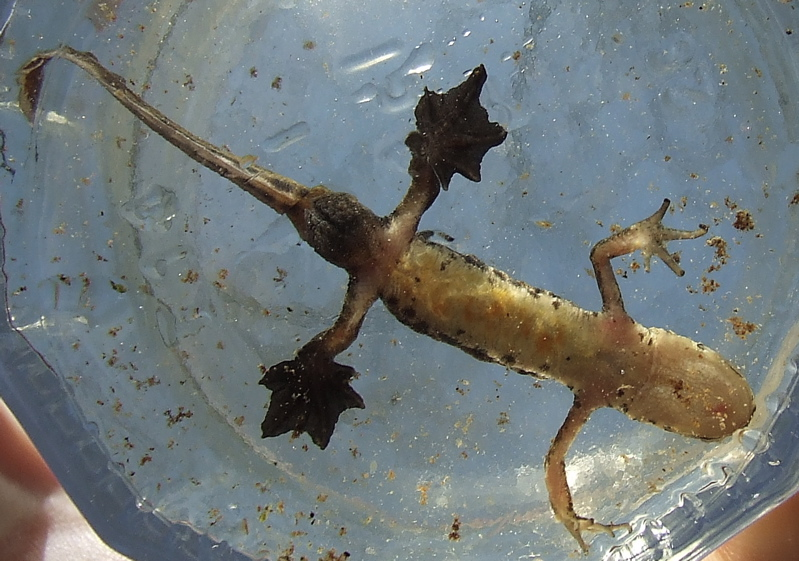
Mâle : les larges palmures sombres entre les doigts des pattes arrière sont caractéristiques de l'espèce, mais présentes uniquement chez le mâle nuptial (phase aquatique). Le ventre et surtout la gorge ne sont pas tachetés, à la différence de L. vulgaris.

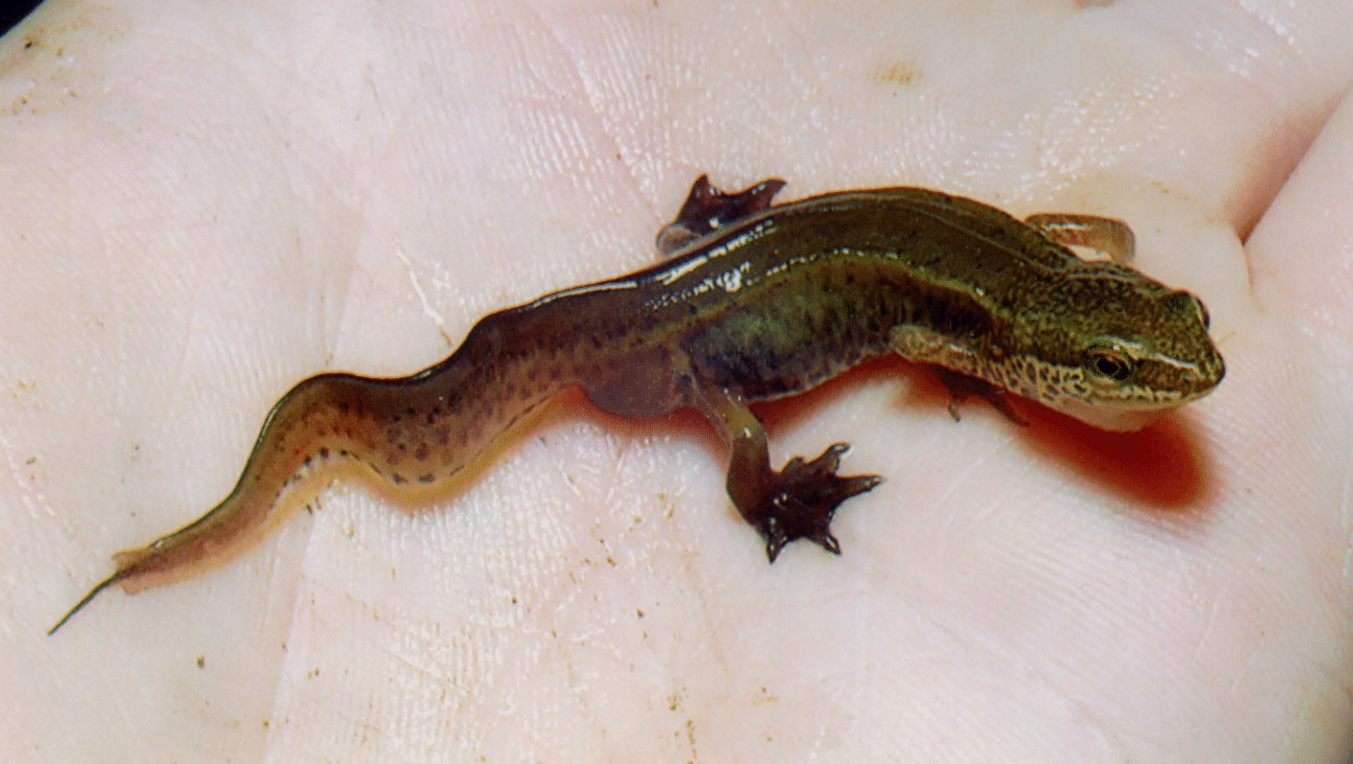
Mâle en phase aquatique : on peut remarquer le court filament caudal ainsi que les deux plis dorsolatéraux bien marqués. La crête est très peu développée (à peine un pli sur la ligne vertébrale).

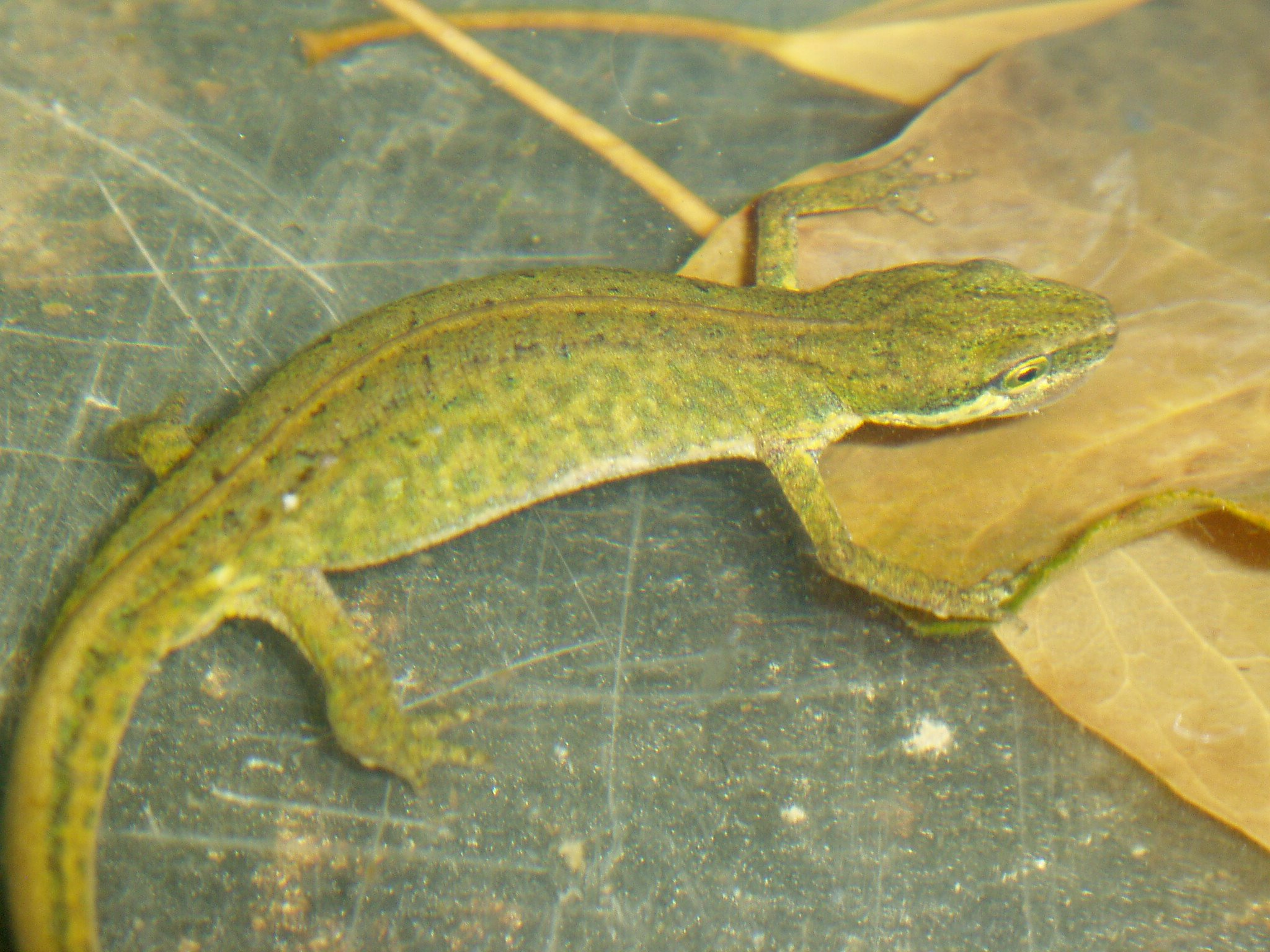
Femelle adulte en phase aquatique.

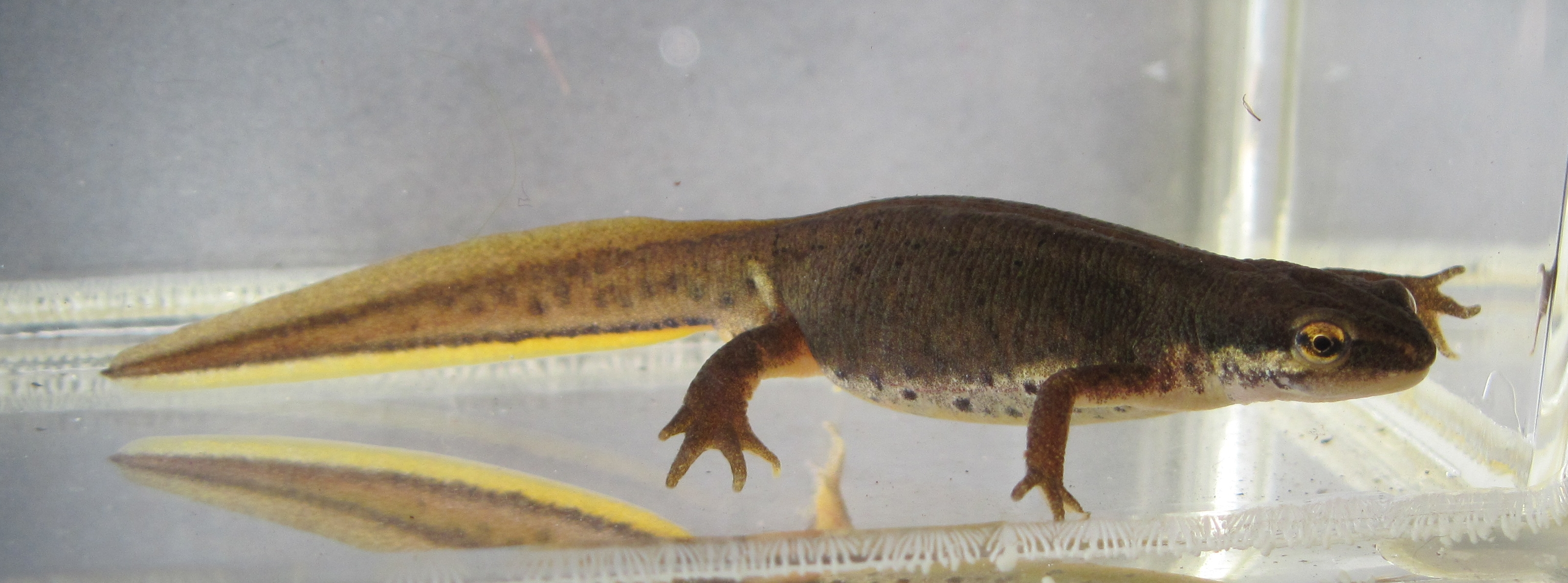
Femelle adulte en phase aquatique. On peut remarquer la petite tache claire au-dessus de la patte arrière, ici bien marquée, c'est un des critères de distinction avec les femelles de L. vulgaris. Cette femelle L. helveticus a des ponctuations sur le bas des flancs, alors que le milieu du ventre et surtout la gorge sont habituellement peu ou pas tachetés chez cette espèce.

La coloration discrète du Triton palmé le camoufle souvent très bien au fond des mares forestières remplies de feuilles, et sur la litière forestière.
L'adulte mâle a une coloration vert-olive ou brune, une gorge couleur chair, des flancs jaunâtres tachetés de noir. Quelques bandes longitudinales ornent la tête, dont une bande sombre, de la largeur de l’œil, qui masque plus ou moins les yeux, comme un bandeau. Sa queue est marquée de deux rangées de points noirs entourant une bande orange. Son ventre est orange clair, avec quelques taches parfois. La gorge, généralement non tachetée, permet de différencier le Triton palmé de l'espèce proche Lissotriton vulgaris (Triton ponctué). Deux caractéristiques qui permettent d'identifier l'espèce (cf. photo ci-contre) : le bout de la queue est souvent terminé par un court filament de quelques millimètres (ce qui le différencie des mâles L. vulgaris) et en livrée nuptiale, les doigts des pattes arrière sont reliés par une palmure (qui donne le nom vernaculaire à l'espèce).
Pour les femelles, un risque de confusion existe avec celles de Lissotriton vulgaris (Triton ponctué). Leur distinction est en effet plus difficile que pour les mâles, parfois même très délicate. De manière générale le corps du Triton palmé femelle est de couleur vert olive plus ou moins sombre assez uni avec une petite ligne orange le long du dos à peine marquée, tandis que la femelle du Triton ponctué est plutôt marron avec des nuances longitudinales (moins uni). Les motifs noirs de la queue diffèrent, ceux de la femelle Triton palmé étant comme le mâle mais en plus effacés. Enfin la femelle Triton palmé a un aspect moins allongé et plus rondouillard que la femelle Triton ponctué. Les caractéristiques suivantes, normalement présentes, peuvent permettre de faire la différence mais nécessite la capture :
- femelle de Triton palmé : la gorge laiteuse, rose à orange pâle ne possède pas de taches, comme le milieu du ventre, qui est de couleur jaune clair à orange pâle peu ou pas tacheté. Cependant la zone entre le ventre et les flancs peut être tachetée. Le cloaque est blanchâtre. On observe fréquemment une tache claire juste au-dessus de l’articulation de la patte postérieure. Les deux petits coussinets ou tubercules sur la face inférieure du pied sont de couleur claire.
- femelle de Triton ponctué : la gorge est le plus souvent tachetée (parfois très pâles), tout comme le milieu du ventre qui est plus coloré en jaune-orange à orange vif. En général il n'y a pas de tache blanche au-dessus de l’articulation de la patte postérieure. Les coussinets ou tubercules de la face inférieure du pied ne sont pas de couleur claire et sont peu visibles. Le cloaque a une coloration le plus souvent foncée.

Ils peuvent vivre une dizaine d'années.

## Respiration
Le Triton palmé est doté de poumons, mais il respire aussi au travers de la peau. Il peut donc respirer dans et hors de l'eau. On parle de respiration cutanée, ou respiration tégumentaire.

## Alimentation
Ils se nourrissent d'invertébrés (par exemple de petits insectes), de petits crustacés, de zooplancton, de daphnies et également de têtards de grenouille et des crevettes d'eau douce. Ils sont cannibales lorsqu'il n'y a plus d'autre nourriture disponible, un peu comme les têtards.

## Reproduction

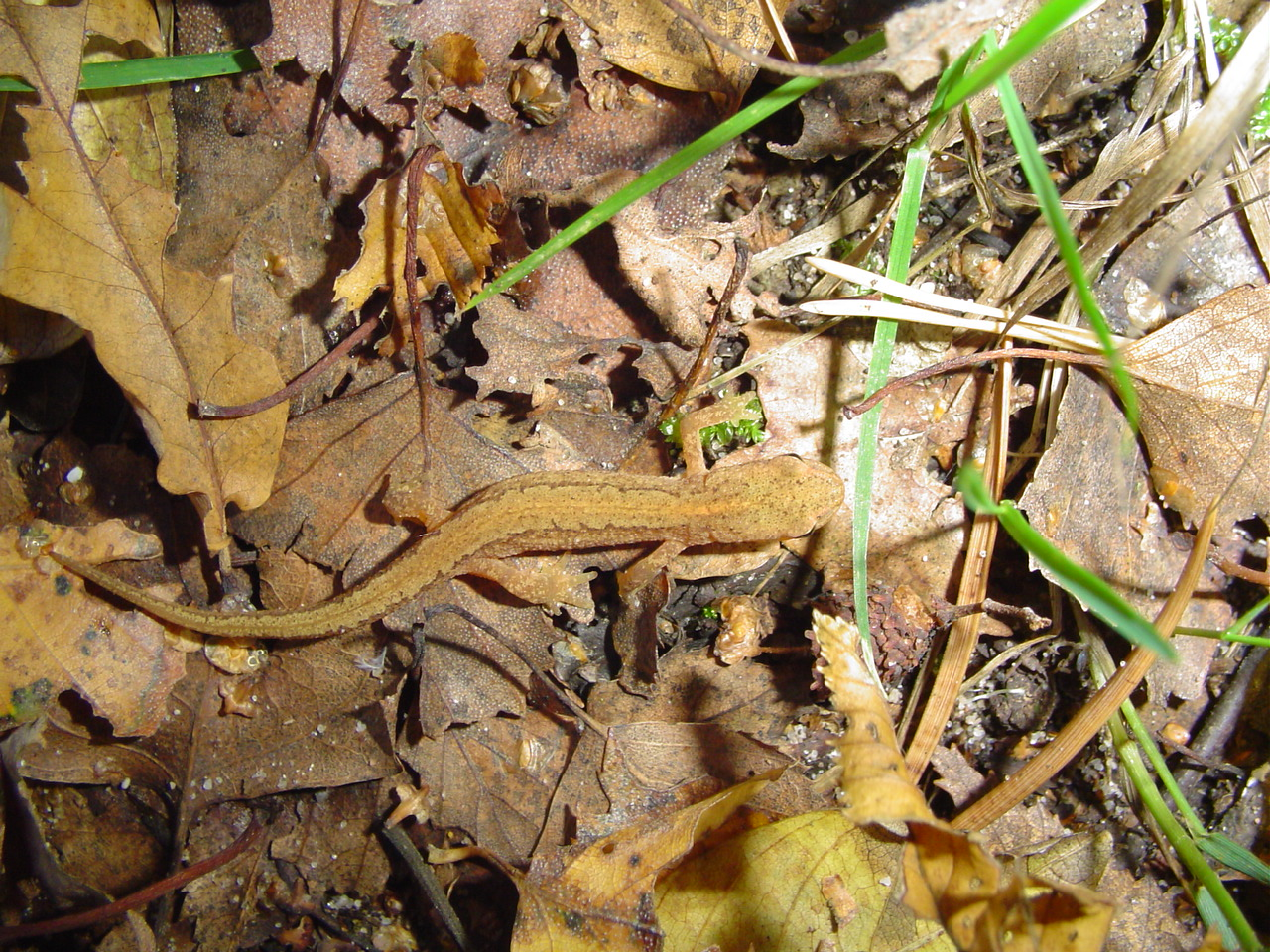
Mâle en phase terrestre.

Comme les autres membres du genre Lissotriton, le triton palmé passe une partie de l'année sur la terre ferme, mais il vit dans l'eau de février à juin/juillet, qui comprend la période de reproduction. Durant la phase aquatique les mâles développent les caractéristiques nuptiales de l'espèce : plis dorsolatéraux et une légère crête, queue plus haute et dotée d'un filament, palmures sombres et voyantes entre les doigts des pattes arrière.
La parade nuptiale est caractéristique des tritons : il se place devant la femelle et agite la queue le long de son corps, en direction de la femelle. Par ces mouvements, il diffuse vers la femelle des phéromones sécrétées par des glandes dorsales et cloacales, dans le but de séduire la femelle.

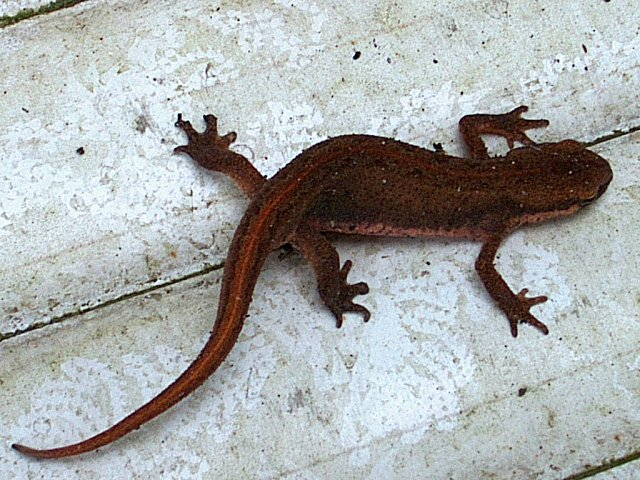
Femelle en phase terrestre.

À la fin de la parade nuptiale, le mâle monte sur la femelle et dépose un spermatophore, capsule comprenant les spermatozoïdes, que la femelle va recueillir par son cloaque. La fécondation sera alors interne. La femelle pondra 100 à 300 œufs qui éclosent en larves (on ne parle pas de "têtards", ce terme étant réservés aux anoures) au bout d'environ 2 à 3 semaines. Strictement aquatiques au départ, les larves sont munies dans un premier temps de branchies externes souvent bien visibles. Elles acquerront au cours de leur développement des poumons, permettant aux adultes de vivre sur la terre ferme. 6 à 9 semaines sont nécessaires aux larves afin d'accomplir la métamorphose.
Dans les zones les plus froides, les larves passent souvent l'hiver dans l'eau, et se métamorphosent alors l'année suivante. Elles deviennent sexuellement matures la deuxième année, mais certains individus gardent parfois des caractéristiques larvaires (phénomène de « néoténie »).

## Prédateurs
Comme ses congénères, le triton palmé est la proie de nombreux animaux, que ce soit durant sa vie larvaire grand dytique, dytique bordé, larves de libellules, mais aussi des poissons comme la truite, la perche et l'épinoche ou à l'état adulte rapaces diurnes ou nocturnes, mammifères comme le blaireau, ou le renard, etc.

## Habitat
En phase aquatique, il se rencontre plutôt dans des points d'eau de dimension modeste où les poissons sont peu présents, stagnants ou faiblement courants. Les mares et les fossés sont ses habitats les plus fréquents. On le trouve aussi dans des ornières forestières, des sources et des ruisseaux lents. Des étangs plus importants peuvent être habités lorsqu'une végétation abondante dans des parties peu profondes lui procurent des zones où les poissons n'ont pas accès. Il montre une préférence « sylvatique » et fréquente volontiers les mares forestières mi-ombragées aux eaux assez fraiches et claires, où il peut être très abondant. À la différence du Triton alpestre, il semble cependant éviter les zones complètement ombragées ou totalement dépourvues de végétation aquatique.
Dans une grande partie de son aire, le Triton palmé est une espèce assez ubiquiste qui se rencontre dans les zones de forêt, de lande, de pâturage et les zones agricoles, du niveau de la mer à la montagne. Il monte jusqu'à 2 400 m d'altitude dans les Pyrénées. Mais dans les régions où le Triton ponctué est aussi très présent, le Triton palmé évite les plaines inondables alluviales ou maritimes, et fréquente moins les eaux riches en calcaire et en nutriment, et peu les habitats très ouverts comme les fossés agricoles, alors qu'il occupe ces milieux plus au sud de son aire où il est moins en compétition avec les autres tritons. Contrairement au Triton ponctué, il peut fréquenter des eaux assez acides. Il est surtout plus lié à la forêt, comme c'est le cas en Wallonie. Mais dans le sud de la France on le trouve à l'inverse, par exemple, dans les lavognes des causses calcaires,,.
En France il n'est pas rare qu'il soit présent dans les zones périurbaines, où les mares de jardin peuvent lui être profitables.

## Statut de conservation
Ce n'est pas une espèce menacée à l'échelle de son aire de répartition. Il est commun dans de nombreuses régions de son aire, notamment en France où il est le plus commun des tritons dans beaucoup de régions. Mais sa présence devient plus disséminée en montant vers le nord et l'est de son aire, où il se cantonne beaucoup plus aux zones boisées.
Les menaces qui le concernent sont essentiellement la destruction des zones humides, la fragmentation écologique de ses habitats, et l'introduction de poissons dans les mares. Il se déplace moins que le Triton alpestre, ce qui le rend plus vulnérable que ce dernier à la fragmentation des habitats potentiels où l'on peut le rencontrer.
C'est une espèce protégée dans tous les pays de son aire de répartition.

## Nomenclature et systématique

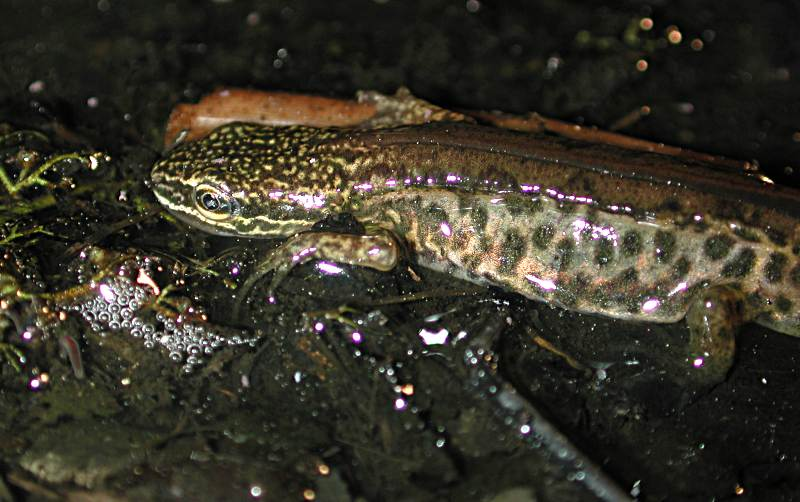
Triton palmé

Le naturaliste russe Gregor Kyrillowitsch, comte de Rasumofsky a décrit en 1789 Lacerta helvetica à partir d’animaux de la région de Lausanne. Elle devient Triturus helveticus en 1918 puis Lissotriton helveticus en 2004, quand Triturus est réorganisé en trois genres et cette espèce est placée dans le genre Lissotriton.

## Étymologie
Le nom de cette espèce fait référence au lieu de sa découverte, la Suisse (Helvetia en latin).

## Publications originales
- Razoumovsky, 1789 : Histoire Naturelle du Jorat et de ses Environs; et Celle de Trois Lacs de Neuchâtel, Morat et Bienne, vol. 1, Lausanne (texte intégral).
- Schmidtler, 1970 "1969" : Herpetologische Beobachtungen in den Iberischen Randgebirgen, mit Beschreibung einer neuen Unterart von Triturus helveticus (Salamandridae, Amphibia). Abhandlungen und Berichte für Naturkunde. Musem für Naturkunde, Magdeburg, vol. 11, p. 219-231.
- Seoane, 1885 1884 : Identidad de Lacerta schreiberi (Bedriaga) y Lacerta viridis var. Gadovii (BOULENGER), é investigaciones herpetologicas de Galicia. La Coruña, p. 1-19 (texte intégral).